# Île Saint de la Tradeliere
Nur 250 Meter östlich von Sainte-Marguerite (Insel) liegt mit der Îl saint de la Tradeliere die kleinste der Îles de Lérins, einer Inselgruppe vor Cannes im Mittelmeer.
Das unbewohnte Inselchen bildet einen Satellit zu Sainte-Marguerite und misst gerade einmal 240 × 95 Meter. Früher muss die Insel etwas größer als die Insel Saint-Ferréol gewesen sein.